# Институт современной России
Институт современной России (Institute of Modern Russia) — некоммерческая организация, позиционирующая себя как независимая; аналитический центр (Think-tank) со штаб-квартирой в Нью-Йорке, созданный в феврале 2010 года экспертами в области российско-американских отношений и прав человека. Миссией института является продвижение демократических ценностей, прав человека и верховенства закона, а также развитие гражданского общества в России. Этот аналитический центр также способствует американо-российскому диалогу, направленному на интеграцию современной России «в сообществе демократий». В России признан «нежелательной организацией».

## Цель
Согласно IMR, его миссия определяется следующим образом:
«посредством своих исследований, информационно-пропагандистской деятельности, публичных мероприятий и предоставления грантов IMR стремится продвигать демократические ценности, уважение прав человека и верховенства закона, а также развитие гражданского общества в России; продвижение американо-российского диалога, основанного на принципах и интеграции современной, ориентированной на будущее России в сообщество демократий».

## Правовые акты
IMR является федеральной общественной благотворительной организацией, зарегистрированной в штате Нью-Джерси и освобожденной от налогообложения в соответствии с разделом 501(c)(3).

## Управление
Президент ИСР — Павел Ходорковский, сын Михаила Ходорковского. Советниками Института являются Владимир Кара-Мурза, Ричард Саква и Андрей Пионтковский. Людмила Алексеева занимала должность администратора института.

## The Interpreter
Это основной проект, осуществляемый Think-tank.
The Interpreter — ежедневная онлайн-газета, созданная в мае 2013 года. Публикует переводы из различных российских СМИ и блогов на английский язык. Также публикует оригинальные документы (статьи, анализы, отчеты, редакционные статьи, интервью).
Цель издания — сделать русскоязычный мир более доступным для западных журналистов, аналитиков, политиков, дипломатов и обычных людей.
Сфера интересов издания — политика, действия и стратегии российского правительства во внешних и внутренних делах; The Interpreter стремится, в частности, донести до читателей информацию о внешней политике России по отношению к Восточной Европе и странам бывшего СССР, социально-экономическом состоянии Российской Федерации, о войне России на Украине и её действиях в Сирии.
После событий Оранжевой революции (2004) и Евромайдана (2013) в Киеве The Interpreter’s Ukraine открыла живой блог, чтобы попутно задокументировать революцию, которая в конечном итоге превратилась в войну на территории Европы.
В январе 2016 года издание было поглощено Радио Свободная Европа/Радио Свобода, но его главным редактором остаётся Майкл Д. Вайс.